# 維坦
15°06′N 91°37′W / 15.100°N 91.617°W
維坦（西班牙語：Huitán），是危地馬拉的城鎮，位於該國西部，由克薩爾特南戈省負責管轄，面積16平方公里，海拔高度2,752米，2002年人口9,769，人口密度每平方公里610.56人。